# Karl Heinrich Weizsäcker
Karl Heinrich Weizsäcker (11. prosince 1822, Öhringen – 13. srpna 1899, Tübingen) byl německý protestantský teolog.
Působil od roku 1861 jako profesor církevních dějin a dějin dogmatu na Univerzitě v Tübingenu, kde později zastával i úřad kancléře.
S manželkou Augustou Sophií roz. Dahmovou měl tři děti, mezi nimi politika Karla von Weizsäckera.